# Boyd Kirkland
Boyd Kirkland (Salt Lake City, 11 novembre 1950 – Los Angeles, 27 gennaio 2011) è stato un regista, sceneggiatore e produttore televisivo statunitense, noto soprattutto per i suoi lavori su serie animate come Batman e X-Men Evolution.
È morto nel 2011 all'età di 60 anni, mentre era in attesa di un trapianto di polmone.

## Carriera

### X-Men Evolution
Boyd Kirkland è stato produttore e sceneggiatore della serie X-Men Evolution. Archiviato il 4 luglio 2006 in Internet Archive.

### Batman: SubZero
Body Kirkland è stato regista, sceneggiatore e produttore del lungometraggio Batman: SubZero del 1998.

### Batman: La maschera del fantasma
Boyd Kirkland è stato regista e storyboard artist per il lungometraggio animato Batman: La maschera del Fantasma del 1993.

### Batman
Boyd Kirkland è stato regista, sceneggiatore e produttore della serie animata Batman.